# Zealandia

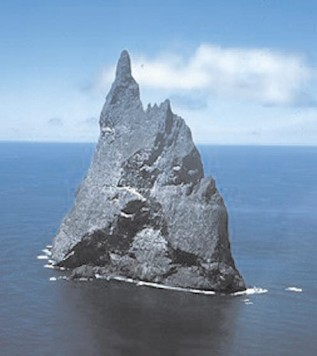
Der größte Teil Zealandias ist unter Wasser. Ball’s Pyramid ist einer der Orte, an denen es über den Meeresspiegel ragt.

Zealandia [ziːˈlændiə] ist eine größtenteils unter Wasser liegende Scholle aus stark gedehnter kontinentaler Erdkruste im südwestlichen Pazifischen Ozean. Die topographisch höchsten und oberhalb des Meeresspiegels liegenden Gebiete dieser Scholle sind die beiden Hauptinseln Neuseelands (Nordinsel und Südinsel) sowie Stewart Island, die Chathaminseln, Neukaledonien und ein paar kleinere Inseln. In Neuseeland wird Zealandia auch als New Zealand Continent bezeichnet.

## Namensherkunft
Der Begriff Zealandia wurde erstmals 1995 von dem amerikanischen Geologen Bruce P. Luyendyk von der University of California verwendet, der ihn als Sammelbegriff für Neuseeland, die Chatham Rise (englisch rise ‚Erhebung‘), das Campbell Plateau und die Lord Howe Rise verwendete. Er definierte den Begriff für eine große Region zusammenhängender kontinentaler Erdkruste, allerdings noch nicht als Definition als Kontinent gedacht. Seither sind mehr als 20 Jahre vergangen und die wissenschaftlichen Erkenntnisse bezüglich des „Unterwasserkontinents“ haben zugenommen. So forderte im Februar 2017 eine Gruppe von Wissenschaftlern (neun Neuseeländer, ein Neukaledonier und eine Australierin) in der März-Ausgabe von GSA Today, einem wissenschaftlichen Journal der Geological Society of America, Zealandia als Kontinent anzuerkennen, und publizierte hierzu ihre Erkenntnisse und Argumente.

## Geographie
Entsprechend der oben erwähnten Veröffentlichung erstreckt sich Zealandia über eine Fläche von 4,9 Millionen Quadratkilometern von Neukaledonien mit der Norfolk Ridge, dem Kenn Plateau, der Lord Howe Rise und der Dampier Ridge im Norden über das Challenger Plateau und Neuseeland bis zum Campbell Plateau mit den Inseln Auckland Islands und Campbell Island im Süden und der Chatham Rise mit den Chatham Islands im Osten. Den scheinbar isoliert liegenden Gilbert Seamount (nordwestlich von Fiordland) und den Bollons Seamount östlich des Campbell Plateaus zählten die Wissenschaftler ebenfalls zum Kontinent. Von dem so umrissenen Kontinent liegen 94 % unterhalb des Meeresspiegels.
Zu den größten unter dem Meeresspiegel liegenden Erhebungen gehören die Lord Howe Rise, das Challenger Plateau, das Campbell Plateau, die Norfolk Ridge und die Chatham Rise. Zu den höchsten Erhebungen über Wasser zählen die beiden Hauptinseln Neuseelands (Südinsel: 3724 m, Nordinsel: 2797 m), gefolgt von Neukaledonien (1628 m) und zahlreichen kleineren Inseln. Zwischen der Norfolk Ridge im Nordosten und der Lord Howe Rise westlich davon erstreckt sich der New Caledonia Trough, eine Senke, die sich nach Süden bis zum Challenger Plateau hinzieht. Eine weitere Senke, der Bounty Trough, trennt im Osten die Chatham Rise von dem Campbell Plateau.

## Geologie
Der Untergrund Zealandias besteht aus kontinentaler Kruste, die eine Dicke von 10 bis 30 km aufweist und in Southland, im Süden der Südinsel Neuseelands, dicker als 40 km ist. Damit erweist sich die Erdkruste Zealandias insgesamt als dünner als die anderer Kontinente, deren Kruste im Mittel zwischen 30 und 46 km dick ist, aber auch dicker als gewöhnliche ozeanische Erdkrusten, die im Mittel eine Stärke von 7 km aufweisen. Die dünnste Kruste Zealandias weist der 2200 km lange, 200 bis 300 km breite und 1500 bis 3500 m tiefe New Caledonia Trough auf.
Die Besonderheiten Zealandias sind möglicherweise durch unterschiedliche tektonische Prozesse der vergangenen 400 Millionen Jahre bedingt. Vor 125 bis 400 Millionen Jahren, als der heutige Teil Zealandias noch Teil Gondwanas war, bewegte sich die Pazifische Platte in Richtung der östlichen Grenze Gondwanas. Sedimentschichten wurden angehoben und zu Gebirgen aufgeworfen. Vor etwa 125 Millionen Jahren kehrte sich der Prozess um und die Platten divergierten für rund 100 Millionen Jahre. Zealandia spaltete sich vom australischen Kontinent ab, die Tasmansee entstand, und die Erdkruste wurde gestreckt. Während der Seeboden der Tasmansee sich später hob, senkte sich der östliche Teil, Zealandia, ab und versank überwiegend im Ozean. Vor rund 23 Millionen Jahren war möglicherweise sogar die gesamte Platte vom Ozean bedeckt. Dann änderte sich die Situation erneut und die Pazifische Platte wanderte wiederum nach Westen gegen die Australische Platte, ein Prozess, der noch anhält. Unter dem erneuten Druck entstanden Neuseeland und die Auffaltungen seiner Bergketten, allen voran die Neuseeländischen Alpen.
Während sich allerdings auf der Nordinsel Neuseelands und nördlich davon die Pazifische Platte unter die Australische Platte schiebt, arbeiten die beiden Platten auf der Südinsel und südlich davon seitlich gegeneinander, sodass der Teil östlich der Alpen nach Süden wandert und der westliche Teil leicht nach Norden. Diesem Prozess ist es wohl geschuldet, dass zwischen dem New Caledonia Trough nördlich des Challenger Plateaus und dem Bounty Trough östlich von Neuseeland ein Versatz entstanden ist und beide, die ursprünglich eine zusammenhängende Vertiefung im Kontinent darstellten, nun separiert sind.
Vulkanismus fand in Zealandia vor, während und nach dem Loslösen Antarktikas und Australiens von Gondwana statt. Auch wenn sich Zealandia bereits bis zu 6000 km von Antarktika entfernt hat, so weist das zugrunde liegende Magma die gleiche Zusammensetzung auf wie das der vulkanischen Vorgänge in Australien und Antarktika. Vulkanische Bildungen sind weit verbreitet, aber abgesehen von den großen Schildvulkanen, die Banks Peninsula und Otago Peninsula formten, wurden nur geringe Mengen vulkanischer Produkte gefördert. Vulkanische Hauptphasen lagen in der Oberkreide und im Känozoikum. Die Ursache des Vulkanismus ist unklar, möglicherweise geht er auf einen Mantelplume zurück, über den Zealandia hinwegzog, und der Hotspot-Vulkanismus auslöste. Auf diese Weise könnte die Kette der untermeerischen Vulkane der Lord Howe Seamount Chain entstanden sein.

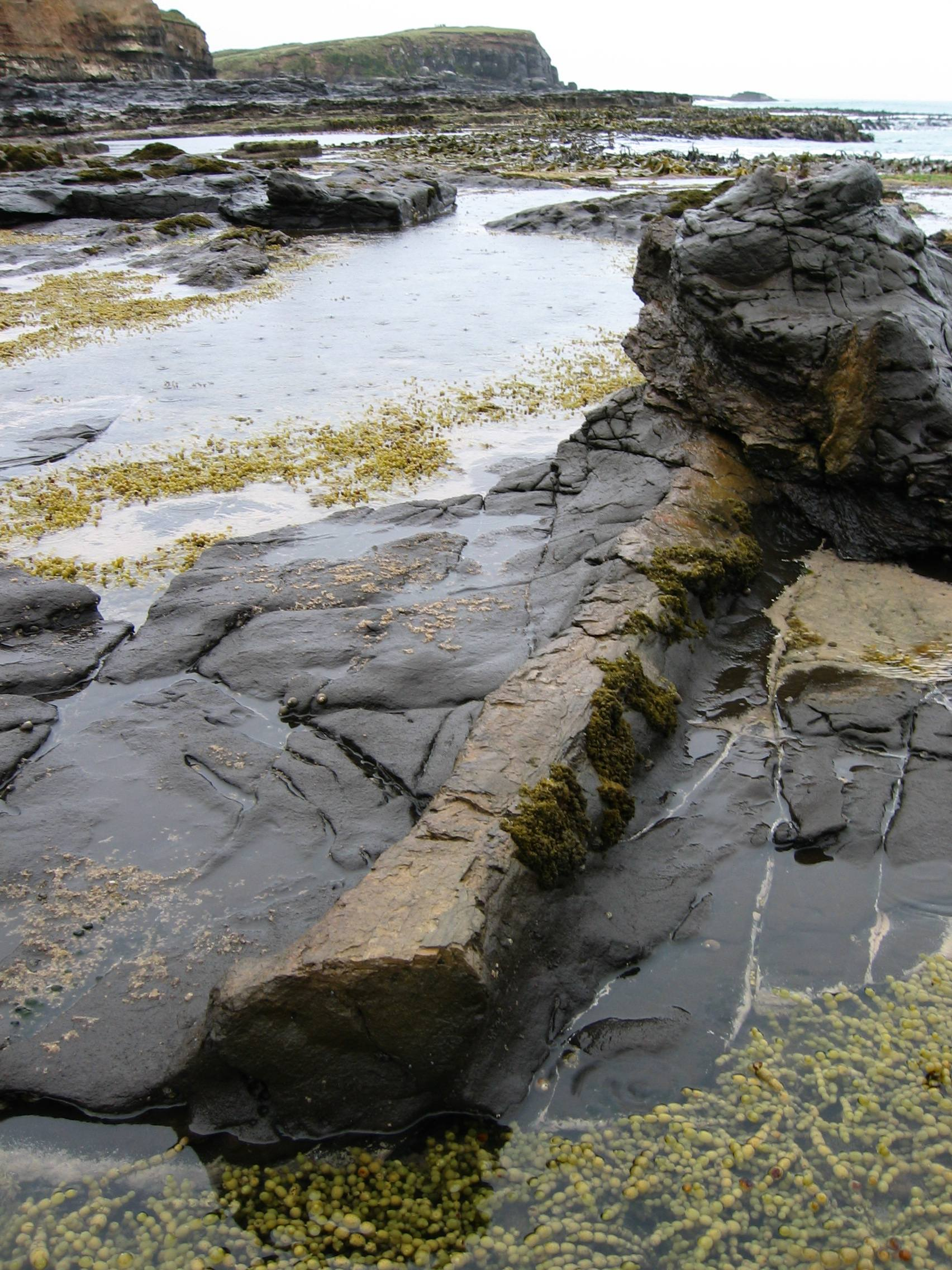
Ein versteinerter Baumstamm am Ufer der Curio Bay

In der Curio Bay bilden versteinerte Baumstämme und in Lebendposition erhaltene Wurzelstöcke einen versteinerten Wald. Die Bäume waren verwandt mit modernen Kauri-Bäumen und Araukarien und wuchsen im Jura vor 180 Ma, also noch vor der Trennung Zealandias von Gondwana. Der Wald wurde von vulkanischen Schlammströmen überdeckt. Während der Diagenese des Schlamms wurde das pflanzliche Material durch Kieselsäure ersetzt und so versteinert. Heute liegt es wieder an der Erdoberfläche, freigelegt von der Erosion durch die Meeresbrandung.
Während der letzten Kaltzeiten muss ein größerer Teil Zealandias über die Meeresoberfläche gereicht haben als es heute der Fall ist. Darauf weist der Fund eines Säugetier-Kiefers in der Gegend von Otago hin.

## Ressourcen und Rohstoffvorkommen
Es wird vermutet, dass der Seeboden Zealandias reich an Rohstoffen ist. Seit Jahren findet der größtenteils  noch unerforschte „Kontinent“ auch unter Rohstoffgesichtpunkten zunehmend Aufmerksamkeit. Neben den bekannten Lagerstätten von Öl und Gas werden auch Sulfid- und Eisenmanganknollen-Vorkommen vermutet.

### Erdöl- und Erdgasvorkommen
Seit 1865 sind Erdölvorkommen in Neuseeland bekannt. In diesem Jahr begann man in Taranaki Erdöl zu gewinnen. 1959 folgte die Erschließung des Maui Gas Field vor der Taranaki-Küste, das ab 1979 Neuseeland unabhängiger in der Gasversorgung machte. 1993 folgte die Erschließung des McKee-Erdölfeldes rund 20 km vor der Küste von New Plymouth. Seit den 1970er Jahren wird rund um Neuseeland in 17 weiteren unterseeischen Becken Öl und Gas vermutet und in den meisten davon aktiv nach ertragreichen Feldern gebohrt und gesucht.

### Eisensand
Seit über 150 Jahren ist die Existenz von eisenhaltigen Sanden an der Westküste der Regionen Waikato und Taranaki auf der Nordinsel bekannt. Seit den 1960er Jahren wird das Eisen produktiv gewonnen und zur Stahlerzeugung genutzt, teilweise auch exportiert.

## Wissenschaftliche Diskussion über die Betrachtung als Kontinent
Seit vielen Jahren diskutieren Geologen, ob Zeelandia als eigenständiger Kontinent anerkannt werden sollte.
Zunächst bestehen vier grundlegende Kriterien, um einen Teil der Erde als Kontinent anzusehen:
1. Die kontinentale Kruste muss sich ausreichend hoch von der ozeanischen Kruste abheben.
2. Es muss eine Vielfalt von Gesteinstypen vorhanden sein. Diese müssen aus den drei grundlegenden Typen Eruptiv-, Sediment- und Metamorphgestein bestehen. (Eruptivgestein entsteht durch Vulkanismus, Sedimentgestein durch Akkumulation und Diagenese erodierter Sedimente und Metamorphgestein durch die Umwandlung von Eruptiv- oder Sedimentgestein unter Druck und Hitze in der Erdkruste.)
3. Die kontinentale Kruste muss dicker sein als die ozeanische Kruste und die seismische Ausbreitungsgeschwindigkeit muss niedriger liegen.
4. Das betreffende Gebiet muss einen ausreichend großen Umfang besitzen, um als Kontinent anerkannt zu werden und nicht als Mikrokontinent zu gelten. Ein bestimmter Wert der erforderlichen Größe wurde bisher allerdings in der Wissenschaft nicht ausreichend diskutiert oder festgelegt.[18]

Wissenschaftler trugen folgende Argumente zusammen, nach denen Zealandia als Kontinent gelten müsste:
1. Mit einer zusammenhängenden Größe von 4,9 Mio. km² wäre Zealandia ausreichend groß.
2. Zealandia liegt separat genug vom australischen Kontinent, um nicht als dessen Fragment oder als Mikrokontinent zu gelten. An der schmalsten Stelle ist Zealandia durch einen 25 km breiten und 3600 Meter tiefen Graben von Australien getrennt.
3. Zealandia hebt sich mit einer durchschnittlichen Höhe von 1100 m vom Seeboden der ozeanischen Kruste ab.
4. Zahlreiche geologische Untersuchungen der Zealandia betreffenden Inseln und des Seebodens in den vergangenen 20 Jahren haben ausreichend Nachweise erbracht, dass die für einen Kontinent typischen geologischen Minimalanforderungen vorhanden sind. So ließ sich überall Granit, Grauwacke, Schiefer und siliciumhaltiges Gestein aus dem Paläozoikum und dem Mesozoikum nachweisen.
5. Die Kruste ist zwar dünner als die der anderen Erdteile, aber mit einer Dicke zwischen 10 und 30 km durchgängig massiver als gewöhnliche ozeanische Erdkrusten, die in der Regel eine Stärke von 7 km haben.
6. Des Weiteren ist unwiderrufen, dass Zealandia einst zum Superkontinent Gondwana gehörte und sich später vom Kontinent Australien abspaltete.[19]

Eine Anerkennung als eigenständiger Kontinent scheiterte trotz dieser Punkte zuletzt vor allem daran, dass bislang noch kein eindeutiges Kraton bewiesen werden konnte, das bei allen anderen anerkannten Kontinenten existiert. Bei einem Kraton handelt es sich um einen geologisch sehr alten Kontinentalkern (in der Regel festgelegt auf ein Alter von mindestens 2,5 Milliarden Jahren), während Zealandia wohl nur etwa 500 Millionen Jahre alt ist. Allerdings argumentieren Befürworter der Kontinent-These, dass es sich bei Zealandia aufgrund des Zutreffens aller anderen Kriterien schlicht um einen sehr jungen Kontinent handele. Zudem wurden auf Zealandia in jüngerer Zeit auch Zirkone gefunden, die darauf schließen lassen, dass die Kruste Zealandias mehrere hundert Millionen Jahre älter ist als bislang angenommen. Forscher der California State University vermuten, dass Zealandia als Sockel Fragmente aus Rodinia hat.